# Rosveld
Rosveld (Limburgs: Rosseltj) is een voormalige buurtschap in de gemeente Nederweert in de Nederlandse provincie Limburg.
Oorspronkelijk bevond deze buurtschap zich ten zuidwesten van het dorp Nederweert, tegen de gemeentegrens met Weert. De buurtschap vormde een aaneengesloten geheel met de buurtschap Kampershoek, dat aan de Weertse zijde van de gemeentegrens lag.
In 1970 werd de buurtschap in tweeën gesplitst door de aanleg van de snelweg A2. Hierbij werd het café op Rosveld 3 gesloopt, omdat het in het tracé van de snelweg lag. De nabijheid van de snelweg leidde ertoe dat er vanaf 1989 plannen werden ontwikkeld door de gemeenten Weert en Nederweert om een bedrijventerrein in te richten op deze locatie. Op 1 januari 1991 werd de gemeentegrens verlegd naar de A2, waardoor het gedeelte van Rosveld dat ten westen van de snelweg lag bij de gemeente Weert ging horen. In de periode van 1990 tot 1995 werden alle woningen en boerderijen in het westelijke gedeelte van Rosveld onteigend en gesloopt voor de aanleg van het nieuwe bedrijventerrein Kampershoek. Naast alle gebouwen werden ook alle bomen en het oorspronkelijke stratenplan in het gebied verwijderd. Alleen de uit 1867 stammende Sint-Antoniuskapel kon gered worden, door deze in 1992 te verplaatsen naar de Nederweertse buurtschap Boeket. In het eerste decennium van de 21ste eeuw volgde de sloop van het oostelijke gedeelte van Rosveld, vanwege de aanleg van het Nederweertse bedrijventerrein Pannenweg. De buurtschap was daarmee volledig verdwenen.
Het viaduct dat de N275 onder de A2 doorvoert draagt nog de naam Rosveld, evenals het vrijliggende fietspad dat ook onder dit viaduct doorloopt.